# Dunsnavelmiersluiper
De dunsnavelmiersluiper (Formicivora iheringi) is een zangvogel uit de familie Thamnophilidae (miervogels). Deze vogel is genoemd naar de Duits/Braziliaanse zoöloog Hermann von Ihering (1850-1930).

## Verspreiding en leefgebied
Deze soort is endemisch in oostelijk Brazilië.

## Status
De grootte van de populatie is niet gekwantificeerd maar de soort wordt omschreven als algemeen en vrij talrijk. Op de Rode lijst van de IUCN heeft deze soort de status niet bedreigd.